# 莫讷尔
莫讷尔（法語：Monheurt，法語發音：[mɔnœʁ]）是法国洛特-加龙省的一个市镇，属于内拉克区。

## 地理
莫讷尔（44°20'25"N, 0°18'27"E）面积11.44 平方千米，位于法国新阿基坦大区洛特-加龍省，该省份为法国西南部内陆省份，北起多爾多涅省，西接吉倫特省和朗德省，南至热尔省，东临塔恩-加龙省和洛特省。
与莫讷尔接壤的市镇（或旧市镇、城区）包括：维勒通、艾吉永、尼科勒、皮什达日奈、圣莱热、托南斯。

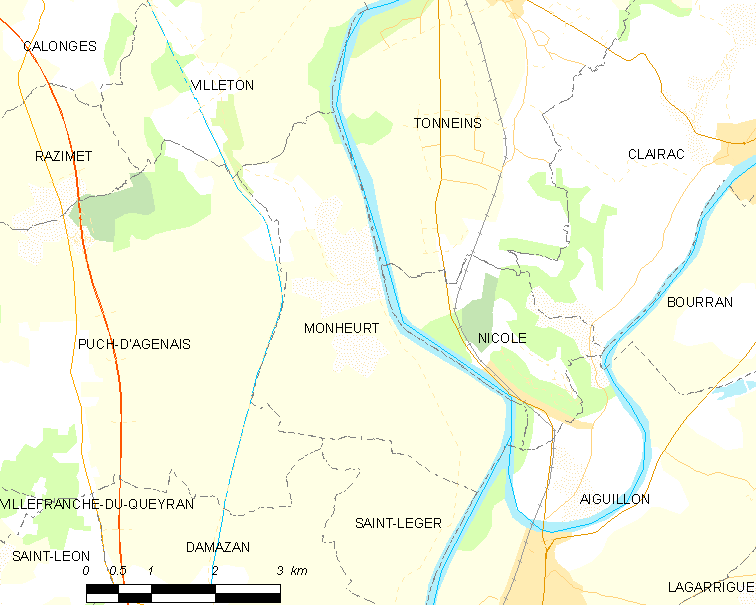
莫讷尔的OSM定位图

莫讷尔的时区为UTC+01:00、UTC+02:00（夏令时）。

## 行政
莫讷尔的邮政编码为47160，INSEE市镇编码为47177。

## 政治
莫讷尔所属的省级选区为拉瓦达克县。

## 人口

1962-2008年间莫讷尔人口变化图示

莫讷尔于2022年1月1日时的人口数量为193人。